# جوردن بيري
جوردن بيري (بالإنجليزية: Jordan Berry)‏ هو لاعب كرة قدم أمريكية أسترالي، ولد في 18 مارس 1991 في إسندون ‏ في أستراليا.

## وصلات خارجية
- جوردن بيري على موقع مرجع كرة القدم المحترفة.كوم (الإنجليزية)